# Kanabiciklol
Kanabiciklol (cannabicyclol (CBL)) je kanabinoid prisutan u Cannabis vrstama koji nije psihotomimetik.p. 39 CBL je produkt degradacije poput kanabinola. Svetlost konvertuje kanabihromene u CBL.

## Spoljašnje veze
- [http://ctdbase.org/detail.go?type=chem&acc=C022213
- Erowid Compounds found in Cannabis sativa